# Équipe du Danemark masculine de basket-ball
Maillots
Actualités
L'équipe du Danemark de basket-ball représente la Fédération danoise de basket-ball lors des compétitions internationales, notamment aux Jeux olympiques d'été et aux championnats du monde.

## Parcours aux Jeux olympiques
- 1936 : Non qualifiée
- 1948 : Non qualifiée
- 1952 : Non qualifiée
- 1956 : Non qualifiée
- 1960 : Non qualifiée
- 1964 : Non qualifiée
- 1968 : Non qualifiée
- 1972 : Non qualifiée
- 1976 : Non qualifiée
- 1980 : Non qualifiée
- 1984 : Non qualifiée
- 1988 : Non qualifiée
- 1992 : Non qualifiée
- 1996 : Non qualifiée
- 2000 : Non qualifiée
- 2004 : Non qualifiée
- 2008 : Non qualifiée
- 2012 : Non qualifiée

## Parcours aux Championnats du Monde
- 1950 : Non qualifiée
- 1954 : Non qualifiée
- 1959 : Non qualifiée
- 1963 : Non qualifiée
- 1967 : Non qualifiée
- 1970 : Non qualifiée
- 1974 : Non qualifiée
- 1978 : Non qualifiée
- 1982 : Non qualifiée
- 1986 : Non qualifiée
- 1990 : Non qualifiée
- 1994 : Non qualifiée
- 1998 : Non qualifiée
- 2002 : Non qualifiée
- 2006 : Non qualifiée
- 2010 : Non qualifiée
- 2014 : Non qualifiée

## Parcours en Championnat d'Europe
Voici le parcours  en Championnat d'Europe :
- 1935 : Non qualifiée
- 1937 : Non qualifiée
- 1939 : Non qualifiée
- 1946 : Non qualifiée
- 1947 : Non qualifiée
- 1949 : Non qualifiée
- 1951 : 14e
- 1953 : 16e
- 1955 : 18e
- 1957 : Non qualifiée
- 1959 : Non qualifiée
- 1961 : Non qualifiée
- 1963 : Non qualifiée
- 1965 : Non qualifiée
- 1967 : Non qualifiée
- 1969 : Non qualifiée
- 1971 : Non qualifiée
- 1973 : Non qualifiée
- 1975 : Non qualifiée
- 1977 : Non qualifiée
- 1979 : Non qualifiée
- 1981 : Non qualifiée
- 1983 : Non qualifiée
- 1985 : Non qualifiée
- 1987 : Non qualifiée
- 1989 : Non qualifiée
- 1991 : Non qualifiée
- 1993 : Non qualifiée
- 1995 : Non qualifiée
- 1997 : Non qualifiée
- 1999 : Non qualifiée
- 2001 : Non qualifiée
- 2003 : Non qualifiée
- 2005 : Non qualifiée
- 2007 : Non qualifiée
- 2009 : Non qualifiée
- 2011 : Non qualifiée
- 2013 : Non qualifiée
- 2015 : Non qualifiée

## Joueurs célèbres
Effectif du match contre l'Albanie (août 2019) pour les qualifications au Championnat d'Europe de basket-ball 2021
- 1 Gabriel Lundberg Iberostar Tenerife
- 6 Jonas Zohore TF-BP
- 9 Sami ElerakyFundacion Globalcaja La Roda
- 11 Mads Bonde  Innova Chef
- 12 Frederik Nielsen Real Murcia
- 17 David Nørby Knudsen EN Baskets Schwelm
- 20 Frederik Rungby Horsens IC
- 24 Peter Møller Svendborg Rabbits
- 25 Morten Duvander Bülow

 Norrköping Dolphins
- 31 Jonathan Gilling  Club Melilla Baloncesto
- 37 Mathias Bak Christensen

Nässjö Basket
Coach : Erez Bittman